# Базавлучок
Базавлучо́к — село України, у Вакулівській сільській громаді Криворізького району Дніпропетровської області. Населення — 133 мешканці.

## Назва
Назву селище отримало від назви річки на берегах якої воно розкинулося — Базавлучок. Етимологія назви належить до чітко не з'ясованих. Дехто з дослідників назву виводить від тюркських *bazuk, *buzuk (тур. Bazyk) «зіпсована вода». Назва утворилася за допомогою тюркського форманта *lук.

## Географії

### Розташування
Село Базавлучок знаходиться на березі річки Базавлучок, вище за течією на відстані 1 км розташоване село Тернуватка, нижче за течією на відстані 1,5 км розташоване село Садове. Річка в цьому місці пересихає, на ній зроблено кілька загат.

### Клімат
Село знаходиться в помірних широтах, з активною атмосферною циркуляцією, переважаючими типами якої є переміщення повітряних мас з заходу на схід. Клімат с. Базавлук помірно-континентальний. Середні температури січня -6– -4 °С, а середні температури липня +20–+25 °С. Кількість опадів становить 450—500 мм. Найвологіший місяць липень, найсухіший — березень. Тому с. Базавлучок знаходиться в межах посушливої, дуже теплої зони.
З річної кількості опадів (400—500 мм) на холодний період припадає 10–25 %, а на теплий — 75–80 %. В цілому, опади протягом року визначаються циклонічною діяльністю. Циклони переміщуються з Атлантичного океану і Середземного моря та приносять до 80 % середньорічної кількості опадів.
Тривалість зими від 75 до 110 днів. Стійкий сніговий покров утворюється рідко. З березня спостерігається стійке інтенсивне підвищення температури. У середньому за весну опадів випадає мало: у квітні–травні місячна кількість опадів складає не більш як 20–30 мм. Літо гаряче, кількість днів на рік з температурою повітря вище 10 °С сягає 130—140. Бездощовий період при цьому 81–100 днів.
Ґрунт. На території с. Базавлучок розповсюдженні чорноземи звичайні мало гумусні. Чорноземні ґрунти мають високу родючість, через те вони максимально зорані та широко використовуються у сільському господарстві.
Кліматичні умови та ґрунтовий покрив сприятливі для вирощування зернових культур, а саме озимої пшениці, ячменю, кукурудзи, проса, також цукрових буряків, соняшнику, баштанних культур та ріпаку.

### Природа

#### Тваринний світ
На території села Базавлучок та прилеглих їй території проживають такі тварини, як заєць-русак, вовк, лисиця, сарна, вепр. Серед гризунів широко розповсюджені хатня миша, польова миша і пацюк. Також свійські тварини та птахи.
Птахи представлені горобцями, синичками, воронами, шпаками, лелеками.

#### Рослинний світ
На території села Базавлучок та прилеглій їй території ростуть такі види рослин: полин, васильки, кульбаба, подорожник, пирій, люцерна. Серед дерев береза, дуб, акація, липа, ясен, берест, тополя та фруктові дерева.

## Історія
Мешканцям села Миколаївка за кожного новонародженого сина в сім'ї надавалися наділи землі за декілька кілометрів від села. Коли зібралась велика кількість земельних наділів їх власниками було вирішено створити нове село, яке було назване Базавлучок, на честь річки Базавлук яка протікала по території села (назву річки вчені виводять від татарського слова «Базук», «Бузук», що означає «зіпсована вода»). Також існує інша версія, яка стверджує, що на території нинішнього села Базавлучок знаходився козацький табір, а розташувався він там тому що на цій території були високі луки, у яких можна було легко сховатися від ворога. Звідси і назва Базавлук, Базавлучок, тобто «база в луках».
За даними військових карт часів німецько-радянської війни можна зробити припущення, що початкова назва села була Бузулук. Також ці дані було підтверджено мешканцями села.
Село Базавлучок було засноване 1922 року на території Сталінського району (райцентр с. Лошкарівка), Катеринославської губернії (нині Дніпропетровська область).
При забудові села Базавлучок у 20-х роках, будівельні матеріали, а саме будівельний камінь, завозилися з села Кам'янка, що були використані у будівництві колгоспів. Хати мешканців села будували з глиняних цеглин, а саме лампачу, і стелили дахи з очерету.
1933 року був заснований колгосп, головою якого став Андрух Петро Тимофійович, кількість робітників якого складало близько 80 чоловік. Сільськогосподарську техніку і худобу, у який було зібрано в мешканців села. Цього самого 1933 року мешканці села зробили загату на річці Базавлучок, таким чином на території села з'явився перший ставок.
В період з 1941–1945 розвиток села був призупинений в зв'язку з німецько-радянською війною. На території села знаходився 5 Окремий Гвардійський Полк Прориву на чолі з генерал-лейтенантом Шорохіним М. Н., який брав участь в Криворізько-Нікопольській наступальній операції, приблизно в період з 30.01.1944 по 4.02.1944 рр. Територія села стала стартовою точкою у нападі на окуповані нацистськими загарбниками, село Тернуватка та хутір Високе. Ці перемоги стали важливими  в історії Софіївського району, так як село Тернуватка на часи німецько-радянської війни стала паливною базою для заправки нацистських танків, а хутір Високе став стратегічно важливою оглядовою станцією, з якої проводилися спостереження майже за всім районом в радіусі до 30 км. Село Базавлучок було звільнене весною 1944 року.
До німецько-радянської війни села відносилися до Сталінської сільської ради.
Після створення Софіївського району села Нововасилівка, Новоподільське, Тернуватка, Базавлучок відійшли до Жовтневої сільської ради, а села Жовте, Нові Ковна, Нововітебське, Одрубок — до Петровської сільської ради.
1947 року на території села була виділена ділянка під сад, і до 1948 року ділянка була майже повністю засаджена різними фруктовими деревами.
1948 року відкриваються дитячі ясла, де діти проводили час доки їх батьки працюють.
1952 року засаджуються великі території під виноград. Сорти винограду завозяться з сусідніх сіл та колгоспів.
З 1957 по 1962 рік відбувається будівництво ферми, а точніше споруда все нових та нових загонів. В склад ферми входили загони: для великої рогатої худоби, свиней, пташиний двір, кінна конюшня.
1959-го на території села Базавлучок був збудований магазин СІЛЬПО. Також в цьому році був збудований окремий загін для утримання великої рогатої худоби, та її молодняка влітку, так званий «Літній загін».
1960 року була добудована сільська баня, для працівників тракторної бригади та ферми.
1964 року була добудована сільська школа, приймала учнів із села Базавлучок, Тернуватка, Приют. Розпочалась забудова будинку культури.
1965 року закінчилось будівництво будинку культури, на території якого розмістилася сільська бібліотека. Також на його території відбувались покази кінофільмів, розташовувався танцювальний майданчик, та ігрова кімната.
1970 року була збудована нова бригада, до цього повноцінних споруд не було, фактично бригада складалася зі звичайних будинків, та різноманітних прибудов. Цього ж 1970 року створюється КСП «ім. Лесі Українки».
1986 року під час «сухого закону» відбувається вирубка виноградників.
1987 року був побудований фельдшерсько-акушерський пункт «ФАП» села Базавлучок.
1992 року в селі збудована водонасосна станція ВДС № 6, функцією якої була прокачка води з с. Нововасилівка до с. Миколаївка та забезпечення водою жителів с. Базавлучок.
1993 року йде ліквідація школи та будинку культури, у зв'язку з відсутністю потреби у цих спорудах.
2000 року розпад КСП «ім. Лесі Українки», заснування Агротеху.
2007 рік, банкрутство Агро-Теху, заснування СТОВ «Славія» власником якого є Сухина Володимир Миколайович.
2012 рік, відкриття магазину ЧП «Юлія»

## Населення
Село Базавлучок відноситься до Нововасилівської сільської ради. Населення села за даними перепису 2001 року становить 194 людини, але фактично за даними сільської ради населення села на 2012 рік становить 141 осіб. Офіційна мова — українська. Етнічний склад 100 % українців.
Нині село вимирає, оскільки смертність значно перевищує народжуваність. Більшу частину населення села становлять люди похилого віку. В той час як частина працездатного населення постійно зменшується, у зв'язку з міграцією в інші населені пункти.

### Мова
Розподіл населення за рідною мовою за даними перепису 2001 року:
| Мова            | Відсоток |
| --------------- | -------- |
| українська      | 97,9 %   |
| російська       | 1,5 %    |
| інші/не вказали | 0,6 %    |

## Господарство села
Село Базавлучок спеціалізується на сільському господарстві. Вирощування сільськогосподарських культур та молочно-м'ясне тваринництво.
Серед сільськогосподарських культур переважають: озима пшениця, ячмінь, кукурудза, просо, також цукровий буряк, соняшник, баштанні культури та ріпак.
Селяни займаються розведенням рогатої худоби, свиней, овець, кролів, свійської птиці (качки, гуси, курі, індики).
На території села функціонує фермерське господарство  СТОВ «Славія» спеціалізоване на вирощувані сільськогосподарських культур. Власником СТОВ «Славія» є Сухина.
Володимир Миколайович та Сухина Микола Миколайович. До їхньої власності попадають 7 полів і землі (паї), орендовані у мешканців села. За підтримки СТОВ «Славія» була відновлена тракторна бригада, та поповнена великою кількістю новітньої сільськогосподарської техніки. На бригаді СТОВ «Славія» працює 35 чоловік.
Серед орендаторів можна виділити таку особу як Петро Перехрест Васильович, який має свою сільгосптехніку, та займається обробкою своїх та орендованих ним земель. На нього працює 6 чоловік на постійній основі, та в літній сезон здійснюється найм додаткових робітників.
На території села працює водонасосна станція ВДС № 6, яка нещодавно була відновлена та запущена в експлуатацію. На даний момент працює 9 насосів. Кількість працівників які підтримують функціонування ВДС налічується 7 чоловік.
На території села функціонує фельдшерсько-акушерський пункт ФАП, який працює по суботах, здійснює медобстеження, надає першу медичну допомогу і займається продажем медикаментів. Працює 1 чоловік.
Також частково відновлений перший поверх будинку культури де здійснюється показ кінофільмів. Відновленням займається Перехрест П.
На території села працює продуктова крамниця ЧП «Юлія», власником якого є Минка Зоя Василівна.
На території села знаходиться братська могила, у якій поховано 48 чоловік, на місці поховання встановлено пам'ятник загиблим воїнам. Також підпорядкований селу Базавлучок пам'ятник загиблим воїнам в с. Тернуватка із кількістю похованих 129 чоловік.(на світлині зображено пам'ятник загиблим воїнам за часів ВВВ, та одне із місць проведення боїв знайдене «Дніпропошук»).